# Liste der Naturdenkmale in Hausen ob Verena
| Naturdenkmale | Anzahl |
| ------------- | ------ |
| FND           | 0      |
| END           | 5      |
| Gesamt        | 5      |

Die Liste der Naturdenkmale in Hausen ob Verena nennt die verordneten Naturdenkmale (ND) der im baden-württembergischen Landkreis Tuttlingen liegenden Gemeinde Hausen ob Verena. In Hausen ob Verena gibt es insgesamt fünf als Naturdenkmal geschützte Objekte, keines ist ein flächenhaftes Naturdenkmal (FND), alle sind Einzelgebilde-Naturdenkmale (END).
Stand: 31. Oktober 2016.

## Einzelgebilde (END)
| Name                                   | Bild | Kennung     | Einzelheiten     | Position | Fläche Hektar | Datum         |
| -------------------------------------- | ---- | ----------- | ---------------- | -------- | ------------- | ------------- |
| Kastanie im Baugebiet Reute            | BW   | 83270230001 | Hausen ob Verena | ⊙        | 0,0           | 14. Juni 1986 |
| 1 Altweißtanne                         |      | 83270230005 | Hausen ob Verena | ???      | 0,0           | 14. Okt. 1991 |
| 1 Weidebuche bei Rastplatz Bergwasen   | BW   | 83270230006 | Hausen ob Verena | ⊙        | 0,0           | 14. Okt. 1991 |
| 2 Linden Abzweigung Hauptstr./Bergstr. | BW   | 83270230004 | Hausen ob Verena | ⊙        | 0,0           | 14. Juni 1986 |
| 2 Linden Richtung Hohenkarpfen         | BW   | 83270230003 | Hausen ob Verena | ⊙        | 0,0           | 14. Juni 1986 |
| Legende für Naturdenkmal               |      |             |                  |          |               |               |